# Comair Limited
Pour les articles homonymes, voir Comair.
Pour les articles homonymes, voir CAW.
Comair Limited (code AITA : MN ; code OACI : CAW) est une compagnie aérienne sud-africaine. En octobre 1996 après 50 ans d'existence devient une franchise de British Airways et prend le logo type de sa maison mère, avec la dénomination British Airways Comair. Le 9 juin 2022, la société a été mise en liquidation.

## Histoire
La société a entamé une procédure volontaire de sauvetage des entreprises le 5 mai 2020, en raison de l'impact de la pandémie de coronavirus. Les opérations ont été suspendues le 31 mai 2022. Le 9 juin 2022, les praticiens du sauvetage des entreprises ont annoncé qu'il n'y avait aucune perspective raisonnable de sauvetage et que la société serait mise en liquidation.

## Flotte
Au mois de septembre 2017, Comair Limited exploite les appareils suivants: 

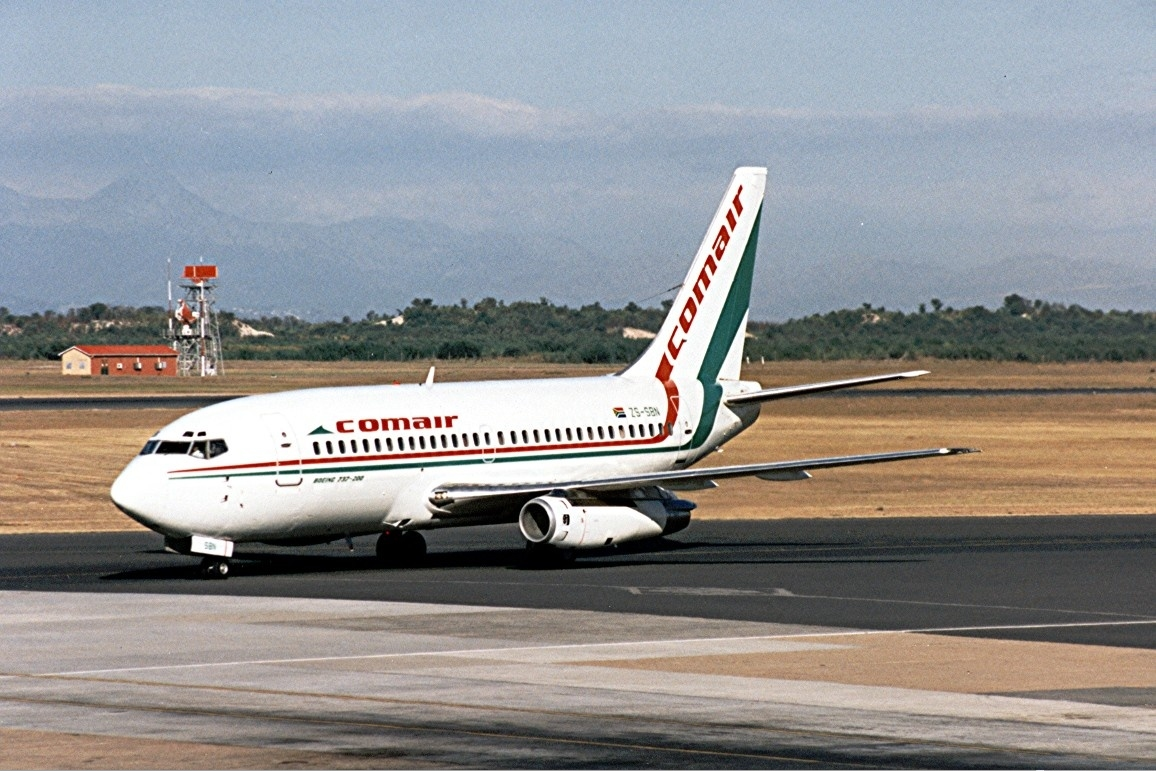
Boeing 737 de Comair

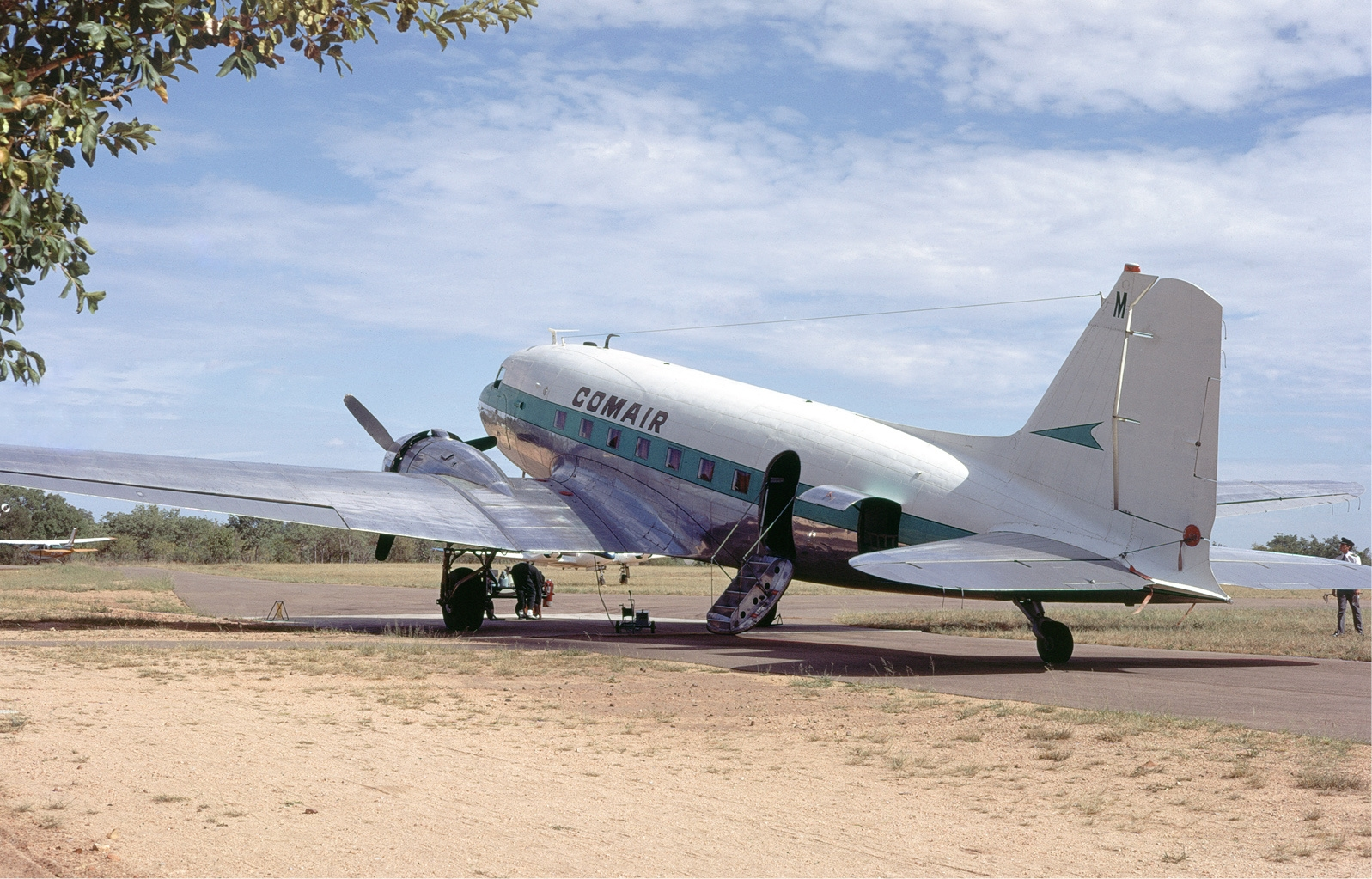
DC-3 de Comair en 1973

- 2 Boeing 737-300
- 9 Boeing 737-400
- 8 Boeing 737-800

### British Airways franchisées

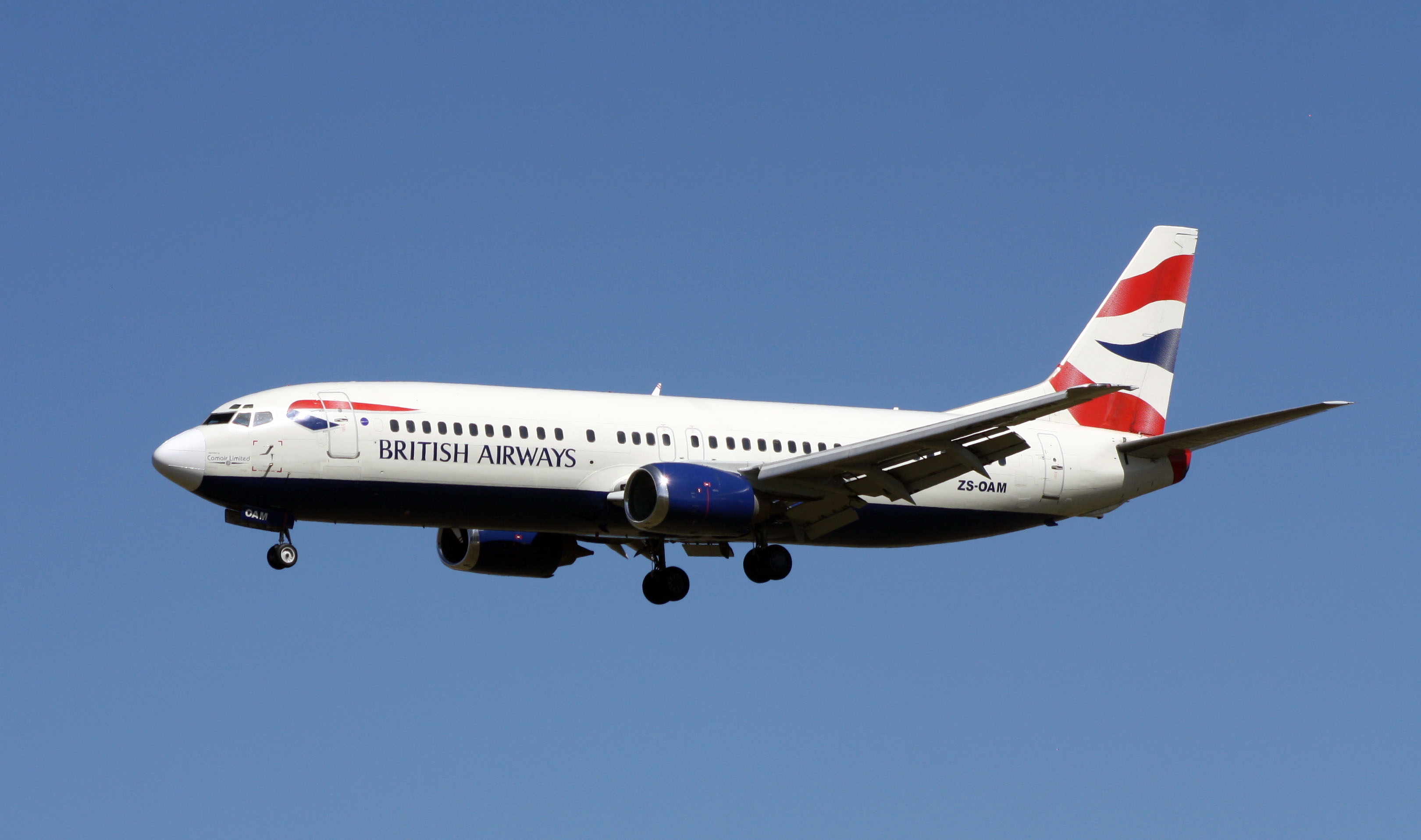
Boeing 737-400
avec la livrée de British Airways